# دختر سخن‌چین
دختر سخن‌چین (به انگلیسی: Gossip Girl) درام نوجوان آمریکایی بر اساس سری کتابی با همین نام نوشته شده توسط سسیلی فون زیگسار است. و مجموعه‌های ساخته شده جاش شوارتز و استفانی ساواگ، و در تاریخ ۱۹ سپتامبر۲۰۰۷ به نمایش CW درآمده‌است، روایت «دختر سخن چین» با گویندگی کریستن بل، مجموعه ایست حول محور زندگی جوان و بزرگسالان ممتاز در قصه‌ای از منهتن به نام (Upper East Side) در شهر نیویورک است.
مجموعه با بازگشت سرنا ون در وودسن (بلیک لایولی) از اقامت مرموز در مدرسه شبانه‌روزی در کانتیکات آغاز می‌شود.
سریال در شش فصل با ۱۰ قسمت پایان می‌پذیرد.

## شخصیت‌های اصلی
- بلیک لایولی در نقش سرینا ون در وودسن - Serena Celia van der Woodsen

دختر بزرگ خانوادهٔ ون در وودسن، تابستان گذشته ناپدید می‌شود. شایعه شده که مدرسه شبانه‌روزی فرستاده شده‌است. قبل از ناپدید شدنش بهترین دوست بلیر بود
سریال با برگشتنش شروع می‌شود. سرینا تبدیل به دختر خوش قلب و مهربانی می‌شود.
- لایتن میستر در نقش بلیر والدورف - Blair Cornelia Waldorf

تنها دختر خانوادهٔ والدورف، بهترین دوست سرینا و از افراد معروف مدرسه. دختر درسخوان و زرنگ، شیک‌پوش و زیبا، حسود و انتقام‌جو. در خانواده‌ای پولدار زندگی می‌کند و خودخواه است. پدرش تابستان گذشته بعد از بیست سال زندگی مشترک با مادرش ترکشان کرده‌است. بسیار مغرور است به همین دلیل او را ملکه بی خطاب می‌کنند. بلیر به درجهٔ ممتاز از دبیرستان فارغ‌التحصیل می‌شود و به تحصیل در دانشگاه معروف ییل می‌پردازد. او یک کمالگرا است.
- پن بدجلی در نقش دن هامفری - Daniel Randolph Humphrey

مرد نامرئی داستان! عاقل و منطقی، تقریباً هیچ‌کس توی مدرسه از وجودش خبر ندارد. عاشق سریناست. اهل بروکلین است. در پایان داستان یک نویسنده می‌شود.
- اد وستویک در نقش چاک بس - Charles Bass

بهترین دوست نِیت، عاشق بلر. پسر بارت بس و پولدارترین پسر منهتن. شخصیتی شبیه به بلر دارد. مادرش را از دست داده و پدرش نیز می‌میرد. بسیار پولدار و ثروتمند است و برای به دست آوردن بلر از هیچ تلاشی دریغ نمی‌کند. نمی‌تواند با احساساتش روبرو شود مثلاً وقتی عاشق بلر والدرف می‌شود نمی‌تواند بگوید که عاشقش است در پایان با بلیر ازدواج می‌کند.
- چیس کرافورد در نقش نیت آرچیبالد - Nathaniel Archiebald

پسر خوش‌تیپ مدرسه. پدرش (کاپیتان) یک کلاه‌بردار فراری هست بخاطر همین مشکلات زیادی تو زندگی اش دارد که باعث می‌شود دست به کاراهایی بزند. دوست صمیمی چاک.
- تیلور مامسون در نقش جنی هامفری - Jennifer Humphrey

خواهر کوچک دن، علاقه‌مند به طراحی لباس، عاشق نیت آرچیبالد.
- جسیکا سزور در نقش وانسا آبرامز - Vanessa Abrahams

بهترین دوست دن. از بچگی عاشق دن هست و برای جدا کردن دن و سرینا هرکاری می‌کند.
دختر خانواده‌ای است که اهل تجملات نیستند و مخالف مدرسه‌های خصوصی است و کارهای خیریه انجام می‌دهد. دختر مهربان و خوبی است.
- کلی رادرفورد در نقش لیلی ون در وودسن - Lily van der Woodsen

مادر سرینا که از پدر سرینا جدا شد. لیلی مادر برادر سرینا یعنی اریک هم هست. لیلی بعد از مدتی با پدر چاک بس ازدواج کرد ولی پدر چاک در تصادفی جانش رو از دست داد و تنها کسی که به چاک کمک کرد تا با این وضعیت سازگاری داشته باشد لیلی بود. بعد از مدت‌ها بعد هم با پدر دن هامفری و جنی هامفری ازدواج کرد. لیلی یک طراح لباس است و سابقهٔ سه بار ازدواج و طلاق دارد!

## داستان
«سیرینا» و «بلیر» شخصیت‌های اصلی این سریال هستند که سر همه چیز با هم رقابت دارند، از لباس گرفته تا دوست پسر و برای رسیدن به هدفشان از هیچ کاری دریغ ندارند ولی با گذشت زمان تبدیل به بهترین دوستان همدیگر می‌شوند. داستان سریال از زبان دختری مرموز روایت می‌شود که هیچ وقت در سریال دیده نمی‌شود ولی اینطور که از شواهد پیداست یکی از دانشجوهای کالجی است که «سرینا» در آنجا تحصیل می‌کند. وبلاگ این دخترهٔ خاله‌زنک کوچک‌ترین اتفاقات روابط دختر پسرها رو زیر نظر دارد و هر اتفاقی که به وقوع می‌پیوندد بعد از چند ثانیه توی وبلاگش و موبایل دانشجوهای کالج منتشر می‌کند.